# Gliocladium cibotii
Gliocladium cibotii är en svampart som beskrevs av J.F.H. Beyma 1944. Gliocladium cibotii ingår i släktet Gliocladium och familjen Hypocreaceae.   Inga underarter finns listade i Catalogue of Life.